# 约翰·卡洛斯
约翰·韦斯利·卡洛斯（英語：John Wesley Carlos，1945年6月5日—）是一名美國男子田徑運動員和職業美式足球運動員。他曾代表美國參加1968年夏季奧林匹克運動會田徑比賽，獲得男子200米銅牌，並在頒獎台上與汤米·史密斯一起向黑人權力致敬。他還追平100碼賽跑的世界紀錄，並打破200公尺的世界紀錄（儘管後一項成績從未獲得認證）。田徑生涯結束後，他曾加拿大加式足球聯盟短暫效力，但因傷退休。
他加入美國奧林匹克委員會，並幫助組織1984年夏季奧林匹克運動會。此後，他成為棕櫚泉高中的田徑教練。2003年，他入選美國田徑協會。
他與體育作家戴夫·齊林合著《約翰·卡洛斯的故事：改變世界的體育時刻》，2011年由乾草市場圖書出版。